# Bats (språk)
Bats är ett språk talat av Batsfolket, ett kaukasiskt minoritetsfolk. Bats, som är ett nordöstkaukasiskt språk tillhörande undergruppen nach, har ca. 3,400 talare och är besläktat med tjetjenska och ingusjiska.